# Silver City (Új-Mexikó)
Silver City város az USA Új-Mexikó államában, Grant megyében, melynek megyeszékhelye is. Lakosainak száma 9704 fő (2020. április 1.).

## Népesség
A település népességének változása:
| Lakosok száma | 1800 | 10 315 | 9704 |
|               | 1880 | 2010   | 2020 |